# Новосёловка (Солонянский район)
Новосёловка (укр. Новоселівка) — село,
Василевский сельский совет,
Солонянский район,
Днепропетровская область,
Украина.
Код КОАТУУ — 1225081506. Население по переписи 2001 года составляло 66 человек.

## Географическое положение
Село Новосёловка находится на расстоянии в 2 км от пгт Солёное и в 1-м км от села Каменное.
По селу протекает пересыхающий ручей с запрудой.
Рядом проходит автомобильная дорога Т-0417.